# Bulbine truncata
Bulbine truncata är en grästrädsväxtart som beskrevs av G.Williamson. Bulbine truncata ingår i släktet bulbiner, och familjen grästrädsväxter. Inga underarter finns listade i Catalogue of Life.